# Белорусская концепция образования Великого княжества Литовского

Летописная Литва по задумке Н. Ермоловича

Белорусская концепция (также концепция Ермоловича) — историографическая концепция, которая рассматривает Великое княжество Литовское как государство, сложившееся на славянской (белорусской) основе. Стала базой для литвинизма.
В рамках белорусско-литовской дискуссии о ВКЛ главными оппонентами представителей позиции являются сторонники  литовской концепции, которые позиционируют государство как литовское. В качестве «третьей силы» выступили приверженцы центристского подхода, учитывающие роль обоих народов. Именно последняя концепция набирает бо́льшую популярность, так как отвергает крайние и односторонние подходы к проблеме.

## История
По мнению оппонентов из Литвы, данный подход зародился как синтез великорусской концепции (представление ВКЛ как о Литовско-Русском государстве) и межвоенной польской историографии, которая считала полонизированных литовцев восточной Литвы собственно «литвинами» (то есть «настоящими литовцами»), в отличие от балтов Литовской Республики. В качестве основоположника был назван Осип Сенковский. Историк выдвинул идею, что государство было создано русинами, переселившимися на запад из-за монгольского нашествия.
Исключительно белорусским государством ВКЛ одним из первых назвал политик Николай Шкелёнок. В 1938 году он опубликовал краткую статью «Падзел гісторыі Беларусі на пэрыёды». Его идея была следующей: великий князь Миндовг первоначально утвердился «в западном углу белорусских земель», включая Новогрудок, а затем «во главе белорусских дружин» завоевал Аукштайтию и Жемайтию. Таким образом, государство «от своего возникновения было белорусское». Эта идея в годы немецкой оккупации популяризировалась белорусскими коллаборационистами, а в послевоенное время упоминалась в эмигрантских изданиях.
В 1968 году Николаем Ермоловичем был завершён труд «Па слядах аднаго міфа». Долгие годы книга распространялась как самиздат. В 1989 году работа опубликована легально. Ермолович локализировал историческую Литву на территории Верхнего Понеманья, то есть в современной Белоруссии. Автор назвал Литву одной из исторических земель Белоруссии. Далее, согласно историку, название распространилось на всю республику и восток современной Литвы. Им отмечено, что за большей частью Литовской Республики было закреплено название «Жамойть», а определение «Русь» автор связывал с Украиной. При этом специалист признавал балтское происхождение летописной Литвы.
Близкие к Ермоловичу взгляды были у Павела Урбана. В 2001 году он публикует книгу «Старажытныя ліцьвіны», где все свои взгляды по проблеме ВКЛ, которые он высказывал с 1970-х, оформлены в окончательный вид. Специалист точно также закрепил «Литву» за Белорусссией, а «Жамойть» за Литвой. Он же отмечал обособленность последнего края от исторической Литвы, также как и Аукштайтии. При этом Урбан, в отличие от Ермоловича, отрицал балтское происхождени летописной Литвы. Воззрения Урбана и Ермоловича поддережал Александр Рогалёв. В 1994 году специалист написал, что литвины являются представитями народа «нового восточнославянского этноса», в то время как русины — обобщённое название всех восточнославянских субэтносов.
Большинство белорусских учёных концепцию не поддержало, но в целом она сыграла огромную роль в изучении отечественной истории. Так, в частности, если в исторических учебниках советских времён речь шла о литовском завоевании белорусских земель, ВКЛ трактовалось исключительно как литовское государство, а отсчёт белорусской истории фактически вели с 1917 года, то под влиянием новых идей старые взгляды стали пересматривать.

## Описание
Представители белорусской концепции делают упор на отсутствие в исторических документах свидетельств о завоеваниях. Вместе с тем, становление ВКЛ сопровождалось завоеванием балтских земель, в частности Дяволтвы и Нальшан, уничтожением и изгнанием местных феодалов, что было в интересах знати белорусских земель. Кроме того, заявляется об ошибочности отождествления летописной Литвы (XI—XIII вв.) с восточной частью современной Литвы (тогдашней Аукштайтией). Исторические свидетельства и топонимика показывают, что в Средние века под Литвой понималась территория Верхнего Понеманья, находившаяся между Полоцкой, Турово-Пинской и Новогрудской землями и являвшаяся вместе с ними одной из исторических областей Беларуси.
Роль Миндовга в истории белорусская концепция считает преувеличенной. Отдаётся большее значение деятельности Войшелка. Именно им проведено объединение Новогрудской, Пинской, Нальшанской, Деволтовской, Полоцко-Витебской и летописных Литовских земель в единое государство. Однако если присоединение балтских территорий было насильственным, то присоединение Пинска, Полоцка и Витебска проходило добровольно. Подобным образом к Великому княжеству Литовскому присоединялись и другие белорусские земли. Решающую объединительную роль в начальный период играл Новогрудок. Отмечается, что восточнославянские земли во многом определяли культурное и экономическое развитие ВКЛ. Согласно данной точке зрения, хоть правящая династия и часть аристократов имели литовское происхождение, феодалы белорусских и других земель Руси также участвовали в управлении страной.
Порой балтов либо не замечают, либо преуменьшают их роль в создании ВКЛ. Более того, предкам современных литовцев, как и им самим, отказывается в праве считаться Литвой и литовцами, а вместо этого предлагаются исторические названия «Жмудь» («Жамойть», «Жамойтия») и «жмудины», которыми ранее белорусы их и называли. По мнению сторонников данной трактовки, первые термины всегда относились лишь к славянам, то есть к белорусам. Обозначение «Русь» закрепляется за территорией современной Украины. При этом Жмудь считается обособленным от исторической Литвы, то есть Белоруссии, регионом, также как и Аукштайтия.
Сторонники указывают, что по Статуту ВКЛ государствообразующими народами были литвины (белорусы) и русины (украинцы), а вот жмудины (литовцы) объявлялись вместе с евреями лишёнными прав национальными меньшинствами. Присвоение название Литвы жмудинам пришло при российских властях: вместо «литвины» в значении беларусов царизм ввёл в 1870-х понятие «литовцы» в значении жмудов. Балтский компонент объясняется наличием на территории современной Гродненской области ятвягов, которые белорусизировались и никак не связаны с литовцами.

## Критика
Критики отмечают, что вклад и роль предков литовцев при таком подходе не рассматриваются. При этом до XVI века почти вся высшая знать и высшее сановничество Великого княжества Литовского оставались этническими литовцами. Экспансия Литовского государства на земли русских княжеств несмотря на сохранение определённого регионального самоуправления не вела к интеграции русской знати в правящую элиту этого государства. В ближайшее окружение монарха по-прежнему входили немногочисленные князья и литовские бояре.
Как подметил историк Олег Дернович, объявление всех балтоязычных жителей ВКЛ «жамойтами» — искусственная конструкция. Специалист обосновал свою позицию тем, что у предков литовцев имелось два интердиаллекта: один представлен говорами Виленщины (Восточной Аукштайтии), второй существовал на территории Жамойтии. Именно последний назывался жамойтским языком, в то время как первый — литовским.
Георгий Галанченко расскритиковал понимание термина «литвины» как самоназвания предков белорусов. По его мнению, слово имело государственно-политическую окраску, то есть обозначало принадлежность человека к ВКЛ вне зависимости от этнического происхождения. Аналогично он отверг мнение об отождествлении Руси и производных с украинцами. Он также определил термин как политоним для всей бывшей территории Древней Руси.
Представители центристкой концепции критикуют белорусскую концепцию, также как и литовскую, за то, что государственность не рассматривается как политическое образование, совокупность политических институтов, а сводится к территории, языку и другим этническим признакам. Великое княжество Литовское названо ими полиэтническим государством.